# 1653 Yakhontovia
1653 Yakhontovia è un asteroide della fascia principale. Scoperto nel 1937, presenta un'orbita caratterizzata da un semiasse maggiore pari a 2,6093348 UA e da un'eccentricità di 0,3237320, inclinata di 4,07102° rispetto all'eclittica.
L'asteroide è dedicato all'astronoma sovietica N. S. Jachontova, che fu a capo del Dipartimento degli Asteroidi dell'Istituto di Astronomia Teorica di Leningrado per oltre 30 anni.